# Белый Бог
«Белый Бог» (венг. Fehér isten) — венгерский фильм-драма с элементами триллера, снятый Корнелем Мундруцо в 2014 году. В Венгрии премьера фильма состоялась 12 июня 2014 года. В России — 12 февраля 2015 года. Фильм был удостоен нескольких наград на Каннском кинофестивале в 2014 году. Рассчитан на возрастную категорию «16+».

## Сюжет
Мать главной героини уезжает в Австралию, и 13-летняя девочка Лили с беспородным псом по кличке Хаген переезжает жить к папе. Отец не доволен появлением в своём доме нежданного четвероногого гостя. Как раз в это время в стране выходит новый закон, обязывающий всех владельцев собак платить за их содержание налог. Отец Лили не находит другого решения, как выкинуть несчастного Хагена на улицу. Пёс вынужден выживать в суровом и жестоком мире. Лили считает Хагена своим единственным и настоящим другом, она отправляется на его поиски.
Тем временем пса Хагена находит и забирает уличный бродяга, который передает его за деньги владельцу ресторана, а тот, в свою очередь, продает пса человеку, увлекающемуся собачьими боями. После того, как Хаген в бою на ринге почти до смерти расправляется с собакой-соперником, он сбегает от нынешнего одержимого собачьими боями хозяина. Однако вскоре попадает в приют для бездомных животных. Но и отсюда Хаген сбегает, открыв проход для сотен других собак. На улицах города начинается настоящий хаос, Хаген и остальные собаки загрызают людей. Все силы полиции города брошены на уничтожение мохнатых беглецов.
В конце фильма Лили, всё же, встречает Хагена, но тот ли это жизнерадостный и милый пёс, которого думала найти девочка…

## Актёры
- Жофия Пшотта — Лили
- Шандор Жотер — папа Лили
- Лили Хорват — мама Лили
- Сабольч Туроци — любитель собачьих боёв
- Лили Монори — Бев
- Гергей Банки — ловец бездомных собак
- Тамаш Полгар — ловец бездомных собак
- Карой Ашер — Петер
- Эрика Боднар — соседка
- Янош Держи — бездомный
- Эдит Фрайт — женщина-полицейский
- Петер Готар — водитель
- Ласло Гальффи — учитель музыки
- Корнель Мундруцо — владелец ресторана

## Премьеры
Кроме Венгрии и России, фильм был показан во Франции, Швейцарии, Армении, Сербии, Польше, Новой Зеландии, Боснии-Герцеговине, Норвегии, Германии, Австрии, США и в других странах.

## Награды
- 2014: программа «Особый взгляд» на Каннском кинофестивале[6]
- 2014: специальная премия главному псу-актёру «Собачья пальмовая ветвь» на Каннском кинофестивале
- 2015: премия «Европейской киноакадемии» в номинации «Приз зрительских симпатий»